# Ierland op het Europees kampioenschap voetbal 2012
Ierland was een van de deelnemende landen aan het Europees kampioenschap voetbal 2012 in Polen en Oekraïne. Het was de tweede deelname voor het land. Ierland kwalificeerde zich niet voor het vorige EK in Zwitserland en Oostenrijk (in 2008). De bondscoach is Giovanni Trapattoni. Op 6 juni 2012 stond Ierland op de 18e plaats op de FIFA-wereldranglijst, achter Zweden. De Ieren werden bij het grote publiek vooral bekend door hun supporters, The Boys in Green, die tijdens de wedstrijd Spanje - Ierland vanaf miunuut 87 bij een 4-0-achterstand de longen uit hun lijf zongen met hun versie van The Fields of Athenry wat ze meer dan 5 minuten lang zongen.

## Kwalificatie
Ierland was een van de 51 leden van de UEFA die zich inschreef voor de kwalificatie voor het EK 2012. Twee van die leden, Polen en Oekraïne, waren als organiserende landen al geplaatst. Ierland werd uit pot 3 ingedeeld in groep B, samen met Rusland (groepshoofd), Slowakije (uit pot 2), Macedonië (uit pot 4), Armenië (uit pot 5) en Andorra (uit pot 6). De nummers 1 en 2 uit elke poule kwalificeerden zich direct voor het Europees kampioenschap.
Ierland speelde tien kwalificatiewedstrijden, tegen elke tegenstander twee. In deze reeks scoorde het elftal 15 doelpunten en kreeg 7 tegendoelpunten. De ploeg eindigde daarmee op een tweede plaats achter Rusland en was dus veroordeeld tot de play-offs.
|                                                                     |         |                 |         |                                                                                     |
| 3 september 2010 EK-kwalificatie № 459 «onderlinge duels» 18:00 uur | Armenië | 0 – 1           | Ierland | Hanrapetakan Stadion, Jerevan Toeschouwers: 8.600 Scheidsrechter: Zsolt Szabó (HUN) |
| 3 september 2010 EK-kwalificatie № 459 «onderlinge duels» 18:00 uur |         | 76' Keith Fahey |         | Hanrapetakan Stadion, Jerevan Toeschouwers: 8.600 Scheidsrechter: Zsolt Szabó (HUN) |

|                                                                     |                                                    |       |                       |                                                                                  |
| 7 september 2010 EK-kwalificatie № 460 «onderlinge duels» 19:45 uur | Ierland                                            | 3 – 1 | Andorra               | Aviva Stadium, Dublin Toeschouwers: 8.600 Scheidsrechter: Leontios Trattos (CYP) |
| 7 september 2010 EK-kwalificatie № 460 «onderlinge duels» 19:45 uur | Kevin Kilbane 14' Kevin Doyle 41' Robbie Keane 54' |       | 45' Cristian Martínez | Aviva Stadium, Dublin Toeschouwers: 8.600 Scheidsrechter: Leontios Trattos (CYP) |

|                                                                   |                                        |       |                                                              |                                                                             |
| 8 oktober 2010 EK-kwalificatie № 461 «onderlinge duels» 19:45 uur | Ierland                                | 2 – 3 | Rusland                                                      | Aviva Stadion, Dublin Toeschouwers: 50.411 Scheidsrechter: Kevin Blom (NED) |
| 8 oktober 2010 EK-kwalificatie № 461 «onderlinge duels» 19:45 uur | Robbie Keane 72' (pen.) Shane Long 78' |       | 11' Aleksandr Kerzjakov 28' Alan Dzagojev 50' Roman Sjirokov | Aviva Stadion, Dublin Toeschouwers: 50.411 Scheidsrechter: Kevin Blom (NED) |

|                                                                    |                |       |                    |                                                                                       |
| 12 oktober 2010 EK-kwalificatie № 462 «onderlinge duels» 20:30 uur | Slowakije      | 1 – 1 | Ierland            | Štadión pod Dubňom, Žilina Toeschouwers: 10.892 Scheidsrechter: Alberto Undiano (ESP) |
| 12 oktober 2010 EK-kwalificatie № 462 «onderlinge duels» 20:30 uur | Ján Ďurica 36' |       | 16' Sean St Ledger | Štadión pod Dubňom, Žilina Toeschouwers: 10.892 Scheidsrechter: Alberto Undiano (ESP) |

|                                                                  |                                   |       |                     |                                                                             |
| 26 maart 2011 EK-kwalificatie № 465 «onderlinge duels» 19:45 uur | Ierland                           | 2 – 1 | Macedonië           | Aviva Stadium, Dublin Toeschouwers: 33.200 Scheidsrechter: István Vad (HUN) |
| 26 maart 2011 EK-kwalificatie № 465 «onderlinge duels» 19:45 uur | Aiden McGeady 2' Robbie Keane 21' |       | 45' Ivan Tričkovski | Aviva Stadium, Dublin Toeschouwers: 33.200 Scheidsrechter: István Vad (HUN) |

|                                                                |           |                                  |         |                                                                                  |
| 4 juni 2011 EK-kwalificatie № 469 «onderlinge duels» 20:30 uur | Macedonië | 0 – 2                            | Ierland | Philip II Arena, Skopje Toeschouwers: 29.500 Scheidsrechter: Florian Meyer (GER) |
| 4 juni 2011 EK-kwalificatie № 469 «onderlinge duels» 20:30 uur |           | 8' Robbie Keane 37' Robbie Keane |         | Philip II Arena, Skopje Toeschouwers: 29.500 Scheidsrechter: Florian Meyer (GER) |

|                                                                     |         |       |           |                                                                                |
| 2 september 2011 EK-kwalificatie № 472 «onderlinge duels» 19:45 uur | Ierland | 0 – 0 | Slowakije | Aviva Stadium, Dublin Toeschouwers: 44.761 Scheidsrechter: Pedro Proença (POR) |
| 2 september 2011 EK-kwalificatie № 472 «onderlinge duels» 19:45 uur |         |       |           | Aviva Stadium, Dublin Toeschouwers: 44.761 Scheidsrechter: Pedro Proença (POR) |

|                                                                     |         |       |         |                                                                                            |
| 6 september 2011 EK-kwalificatie № 473 «onderlinge duels» 17:00 uur | Rusland | 0 – 0 | Ierland | Olympisch Stadion Loezjniki, Moskou Toeschouwers: 48.717 Scheidsrechter: Felix Brych (GER) |
| 6 september 2011 EK-kwalificatie № 473 «onderlinge duels» 17:00 uur |         |       |         | Olympisch Stadion Loezjniki, Moskou Toeschouwers: 48.717 Scheidsrechter: Felix Brych (GER) |

|                                                                   |         |                                  |         |                                                                                                   |
| 7 oktober 2011 EK-kwalificatie № 474 «onderlinge duels» 20:30 uur | Andorra | 0 – 2                            | Ierland | Estadi Comunal d'Aixovall, Andorra la Vella Toeschouwers: 850 Scheidsrechter: Libor Kovařík (CZE) |
| 7 oktober 2011 EK-kwalificatie № 474 «onderlinge duels» 20:30 uur |         | 8' Kevin Doyle 20' Aiden McGeady |         | Estadi Comunal d'Aixovall, Andorra la Vella Toeschouwers: 850 Scheidsrechter: Libor Kovařík (CZE) |

|                                                                    |                                                |       |                        |                                                                                    |
| 11 oktober 2011 EK-kwalificatie № 475 «onderlinge duels» 19:45 uur | Ierland                                        | 2 – 1 | Armenië                | Aviva Stadium, Dublin Toeschouwers: 45.200 Scheidsrechter: Eduardo Iturralde (ESP) |
| 11 oktober 2011 EK-kwalificatie № 475 «onderlinge duels» 19:45 uur | Valeri Aleksanyan 43' (e.d.) Richard Dunne 59' |       | 62' Henrich Mchitarjan | Aviva Stadium, Dublin Toeschouwers: 45.200 Scheidsrechter: Eduardo Iturralde (ESP) |

| Land      | Wed | Win | Gel | Ver | DV | DT | +/- | Pnt |
| --------- | --- | --- | --- | --- | -- | -- | --- | --- |
| Rusland   | 10  | 7   | 2   | 1   | 17 | 4  | +13 | 23  |
| Ierland   | 10  | 6   | 3   | 1   | 15 | 7  | +8  | 21  |
| Armenië   | 10  | 5   | 2   | 3   | 22 | 10 | +12 | 17  |
| Slowakije | 10  | 4   | 3   | 3   | 7  | 10 | -3  | 15  |
| Macedonië | 10  | 2   | 2   | 6   | 8  | 14 | -6  | 8   |
| Andorra   | 10  | 0   | 0   | 10  | 1  | 25 | -24 | 0   |

### Play-offs
Bij de loting van de play-offs werd Ierland in pot 1 ingedeeld. Uiteindelijk werd Ierland gekoppeld aan de nummer 2 van groep G, Estland. Omdat Ierland bij de uitwedstrijd in Tallinn een 4 - 0 zege boekte was het gelijkspel thuis genoeg om zich alsnog te plaatsten voor het Europees kampioenschap.
|                                                          |         |                                                                            |         |                                                                                   |
| 11 november EK-kwalificatie «onderlinge duels» 19:45 uur | Estland | 0 – 4                                                                      | Ierland | A. Le Coq Arena, Tallinn Toeschouwers: 10.500 Scheidsrechter: Viktor Kassai (HUN) |
| 11 november EK-kwalificatie «onderlinge duels» 19:45 uur |         | 13' Keith Andrews 67' Jon Walters 71' Robbie Keane 88' (pen.) Robbie Keane |         | A. Le Coq Arena, Tallinn Toeschouwers: 10.500 Scheidsrechter: Viktor Kassai (HUN) |

|                                                          |                  |       |                          |                                                                                |
| 15 november EK-kwalificatie «onderlinge duels» 19:45 uur | Ierland          | 1 – 1 | Estland                  | Aviva Stadium, Dublin Toeschouwers: 51.151 Scheidsrechter: Björn Kuipers (NED) |
| 15 november EK-kwalificatie «onderlinge duels» 19:45 uur | Stephen Ward 32' |       | 57' Konstantin Vassiljev | Aviva Stadium, Dublin Toeschouwers: 51.151 Scheidsrechter: Björn Kuipers (NED) |

## Wedstrijden op het Europees kampioenschap
Ierland werd bij de loting op 2 december 2011 ingedeeld in Groep C. Aan deze groep werden tevens Spanje, Italië en Kroatië toegevoegd.

### Groep C
| Land    | Wed | Win | Gel | Ver | DV | DT | +/- | Pnt |
| ------- | --- | --- | --- | --- | -- | -- | --- | --- |
| Spanje  | 3   | 2   | 1   | 0   | 6  | 1  | +5  | 7   |
| Italië  | 3   | 1   | 2   | 0   | 4  | 2  | +2  | 5   |
| Kroatië | 3   | 1   | 1   | 1   | 4  | 3  | +1  | 4   |
| Ierland | 3   | 0   | 0   | 3   | 1  | 9  | -8  | 0   |

### Wedstrijden
|                         |               |       |                               |                                                       |
| 10 juni 2012 20.45 MEZT | Ierland       | 1 – 3 | Kroatië                       | Stadion Miejski, Poznań Scheidsrechter: Björn Kuipers |
| 10 juni 2012 20.45 MEZT | St Ledger 19' |       | 3', 48' Mandžukić 43' Jelavić | Stadion Miejski, Poznań Scheidsrechter: Björn Kuipers |

|                         |                                       |       |         |                                                        |
| 14 juni 2012 20.45 MEZT | Spanje                                | 4 – 0 | Ierland | PGE Arena Gdańsk, Gdańsk Scheidsrechter: Pedro Proença |
| 14 juni 2012 20.45 MEZT | Torres 4', 70' Silva 49' Fàbregas 83' |       |         | PGE Arena Gdańsk, Gdańsk Scheidsrechter: Pedro Proença |

|                         |                           |       |         |                                                      |
| 18 juni 2012 20.45 MEZT | Italië                    | 2 – 0 | Ierland | Stadion Miejski, Poznań Scheidsrechter: Cüneyt Çakır |
| 18 juni 2012 20.45 MEZT | Cassano 35' Balotelli 90' |       |         | Stadion Miejski, Poznań Scheidsrechter: Cüneyt Çakır |

## Selectie
| No. | Naam             | Club                       | Positie      | W |   |   | D | A |   |   |   |
| --- | ---------------- | -------------------------- | ------------ | - | - | - | - | - | - | - | - |
| 1   | Shay Given       | Aston Villa FC             | Doelman      | 3 | 0 | 0 | 0 | 0 | 0 | 0 | 0 |
| 16  | Keiren Westwood  | Sunderland AFC             | Doelman      | 0 | 0 | 0 | 0 | 0 | 0 | 0 | 0 |
| 23  | David Forde      | Millwall FC                | Doelman      | 0 | 0 | 0 | 0 | 0 | 0 | 0 | 0 |
| 2   | Sean St Ledger   | Leicester City FC          | Verdediger   | 3 | 0 | 0 | 1 | 0 | 2 | 0 | 0 |
| 3   | Stephen Ward     | Wolverhampton Wanderers FC | Verdediger   | 3 | 0 | 0 | 0 | 0 | 0 | 0 | 0 |
| 4   | John O'Shea      | Sunderland AFC             | Verdediger   | 3 | 0 | 0 | 0 | 0 | 1 | 0 | 0 |
| 5   | Richard Dunne    | Aston Villa FC             | Verdediger   | 3 | 0 | 0 | 0 | 0 | 0 | 0 | 0 |
| 6   | Glenn Whelan     | Stoke City FC              | Middenvelder | 3 | 0 | 1 | 0 | 0 | 1 | 0 | 0 |
| 7   | Aiden McGeady    | Spartak Moskou             | Middenvelder | 3 | 0 | 2 | 0 | 1 | 0 | 0 | 0 |
| 8   | Keith Andrews    | West Bromwich Albion FC    | Middenvelder | 3 | 0 | 0 | 0 | 0 | 1 | 1 | 0 |
| 9   | Kevin Doyle      | Wolverhampton Wanderers FC | Aanvaller    | 2 | 0 | 2 | 0 | 0 | 0 | 0 | 0 |
| 10  | Robbie Keane     | Los Angeles Galaxy         | Aanvaller    | 3 | 0 | 2 | 0 | 0 | 1 | 0 | 0 |
| 11  | Damien Duff      | Fulham FC                  | Middenvelder | 3 | 0 | 1 | 0 | 0 | 0 | 0 | 0 |
| 12  | Stephen Kelly    | Fulham FC                  | Verdediger   | 0 | 0 | 0 | 0 | 0 | 0 | 0 | 0 |
| 13  | Paul McShane     | Hull City AFC              | Verdediger   | 0 | 0 | 0 | 0 | 0 | 0 | 0 | 0 |
| 14  | Jonathan Walters | Stoke City FC              | Aanvaller    | 3 | 3 | 0 | 0 | 0 | 0 | 0 | 0 |
| 15  | Darron Gibson    | Everton FC                 | Middenvelder | 0 | 0 | 0 | 0 | 0 | 0 | 0 | 0 |
| 17  | Stephen Hunt     | Wolverhampton Wanderers FC | Middenvelder | 0 | 0 | 0 | 0 | 0 | 0 | 0 | 0 |
| 18  | Darren O'Dea     | Celtic FC                  | Verdediger   | 0 | 0 | 0 | 0 | 0 | 0 | 0 | 0 |
| 19  | Shane Long       | West Bromwich Albion FC    | Aanvaller    | 2 | 2 | 0 | 0 | 0 | 0 | 0 | 0 |
| 20  | Simon Cox        | West Bromwich Albion FC    | Aanvaller    | 3 | 2 | 1 | 0 | 0 | 0 | 0 | 0 |
| 21  | Paul Green       | Derby County FC            | Middenvelder | 1 | 1 | 0 | 0 | 0 | 0 | 0 | 0 |
| 22  | James McClean    | Sunderland AFC             | Middenvelder | 1 | 1 | 0 | 0 | 0 | 0 | 0 | 0 |

| W | Wedstrijden        |
|   | Invalbeurten       |
|   | Gewisseld          |
| D | Doelpunten         |
| A | Assists/Voorzetten |
|   | Gele kaarten       |
|   | 2 x geel = rood    |
|   | Rode kaarten       |

Groep A:  Polen ·  Griekenland ·  Rusland ·  Tsjechië
Groep B:  Nederland ·  Duitsland ·  Portugal ·  Denemarken
Groep C:  Spanje ·  Italië ·  Kroatië ·  Ierland
Groep D:  Oekraïne ·  Zweden ·  Frankrijk ·  Engeland
FAI · A-internationals · Bondscoaches · Statistieken · Iers vrouwenelftal · Olympisch elftal · Ierland U21 · Ierland U20 · Ierland U19 · Ierland U18 · Ierland U17 · Ierland U16 · Vrouwen U17
1924 – 1929 ·
1930 – 1939 ·
1940 – 1949 ·
1950 – 1959 ·
1960 – 1969 ·
1970 – 1979 ·
1980 – 1989 ·
1990 – 1999 ·
2000 – 2009 ·
2010 – 2019 ·
2020 − 2029
EK 1988 · 
EK 2012 · 
EK 2016
WK 1990 · 
WK 1994 · 
WK 2002
1924 · 
1925 · 
1926 · 
1927 · 
1928 · 
1929 · 
1930 · 
1931 · 
1932 · 
1933 · 
1934 · 
1935 · 
1936 · 
1937 · 
1938 · 
1939 · 
1940 · 1941 · 1942 · 1943 · 1944 · 1945 · 
1946 · 
1947 · 
1948 · 
1949 · 
1950 · 
1951 · 
1952 · 
1953 · 
1954 · 
1955 · 
1956 · 
1957 · 
1958 · 
1959 · 
1960 · 
1961 · 
1962 · 
1963 · 
1964 · 
1965 · 
1966 · 
1967 · 
1968 · 
1969 · 
1970 · 
1971 · 
1972 · 
1973 · 
1974 · 
1975 · 
1976 · 
1977 · 
1978 · 
1979 · 
1980 · 
1981 · 
1982 · 
1983 · 
1984 · 
1985 · 
1986 · 
1987 · 
1988 · 
1989 · 
1990 · 
1991 · 
1992 · 
1993 · 
1994 · 
1995 · 
1996 · 
1997 · 
1998 · 
1999 · 
2000 · 
2001 · 
2002 · 
2003 · 
2004 · 
2005 · 
2006 · 
2007 · 
2008 · 
2009 · 
2010 · 
2011 · 
2012 · 
2013 · 
2014 · 
2015 ·
2016 ·
2017 ·
2018 ·
2019 ·
2020 ·
2021
Albanië ·
Algerije ·
Andorra ·
Argentinië ·
Armenië ·
Australië ·
Azerbeidzjan ·
België ·
Bolivia ·
Bosnië en Herzegovina ·
Brazilië ·
Bulgarije ·
Canada ·
Chili ·
China ·
Colombia ·
Costa Rica ·
Cyprus ·
Denemarken ·
Duitsland ·
Ecuador ·
Egypte ·
Engeland ·
Estland ·
Faeröer ·
Finland ·
Frankrijk ·
Georgië ·
Gibraltar ·
Griekenland ·
Hongarije ·
IJsland ·
Iran ·
Israël ·
Italië ·
Jamaica ·
Joegoslavië ·
Kameroen ·
Kazachstan ·
Kroatië ·
Letland ·
Liechtenstein ·
Litouwen ·
Luxemburg ·
Malta ·
Marokko ·
Mexico ·
Moldavië ·
Montenegro ·
Nederland ·
Nieuw-Zeeland ·
Nigeria ·
Noord-Ierland ·
Noord-Macedonië ·
Noorwegen ·
Oekraïne ·
Oman ·
Oostenrijk ·
Paraguay ·
Polen ·
Portugal ·
Qatar ·
Roemenië ·
Rusland ·
San Marino ·
Saoedi-Arabië ·
Schotland ·
Servië ·
Slowakije ·
Sovjet-Unie ·
Spanje ·
Trinidad en Tobago ·
Tsjechië ·
Tsjecho-Slowakije ·
Tunesië ·
Turkije ·
Uruguay ·
Verenigde Staten ·
Wales ·
Wit-Rusland ·
Zuid-Afrika ·
Zweden ·
Zwitserland
België (2016) · 
Italië (2012) · 
Kroatië (2012) · 
Spanje (2012) · 
Zweden (2016)